# هولدن س. ريتشاردسون
هولدن س. ريتشاردسون (بالإنجليزية: Holden C. Richardson)‏ هو ضابط أمريكي، ولد في 7 ديسمبر 1878 في شاموكين في الولايات المتحدة، وتوفي في 2 سبتمبر 1960 في بيثيسدا في الولايات المتحدة.